# Canoë-kayak aux Jeux olympiques d'été de 2024 - C1 200 mètres femmes
Navigation
Tokyo 2020 Los Angeles 2028
L'épreuve féminine du C1 200 mètres des Jeux olympiques d'été de 2024  se déroule les 8 et 10 août 2024 au stade nautique de Vaires-sur-Marne, à environ 30 km à l'Est de Paris.

## Médaillées
| Or                  | Argent               | Bronze                   |
| Katie Vincent (CAN) | Nevin Harrison (USA) | Yarisleidis Cirilo (CUB) |

## Programme
| Date           | Horaire  | Manche           |
| -------------- | -------- | ---------------- |
| Jeudi 8 août   | 10 h 30  | Éliminatoires    |
| Jeudi 8 août   | à suivre | Quarts de finale |
| Samedi 10 août | 10 h 30  | Demi-finales     |
| Samedi 10 août | à suivre | Finales          |

## Résultats détaillés

### Séries
Les 2 premières sont qualifiés pour les demi-finales (DF), les autres vont en quarts de finale (Q).
| Rang | Ligne d'eau | Athlète             | Pays                 | Temps        | Notes |
| ---- | ----------- | ------------------- | -------------------- | ------------ | ----- |
| 1    | 5           | Dorota Borowska     | Pologne              | 47 s 92      | DF    |
| 2    | 6           | Valdenice Conceição | Brésil               | 48 s 57      | DF    |
| 3    | 4           | Lisa Jahn           | Allemagne            | 48 s 92      | Q     |
| 4    | 2           | Yinnoly López       | Cuba                 | 49 s 27      | Q     |
| 5    | 8           | Beauty Otuedo       | Nigeria              | 55 s 77      | Q     |
| 6    | 3           | Hermínia Teixeira   | Sao Tomé-et-Principe | 59 s 44      | Q     |
| 7    | 7           | Raina Taitingfong   | Guam                 | 1 min 5 s 90 | Q     |

| Rang | Ligne d'eau | Athlète             | Pays                         | Temps   | Notes |
| ---- | ----------- | ------------------- | ---------------------------- | ------- | ----- |
| 1    | 6           | Nevin Harrison      | États-Unis                   | 45 s 70 | DF    |
| 2    | 3           | Yuliya Trushkina    | Athlètes individuels neutres | 46 s 15 | DF    |
| 3    | 5           | Lin Wenjun          | Chine                        | 46 s 84 | Q     |
| 4    | 8           | Anastasiia Rybachok | Ukraine                      | 47 s 04 | Q     |
| 5    | 2           | Karen Roco          | Chili                        | 47 s 55 | Q     |
| 6    | 4           | Manuela Gómez       | Colombie                     | 49 s 87 | Q     |
| 7    | 7           | Maria Olărașu       | Moldavie                     | 50 s 14 | Q     |

| Rang | Ligne d'eau | Athlète          | Pays                         | Temps   | Notes |
| ---- | ----------- | ---------------- | ---------------------------- | ------- | ----- |
| 1    | 2           | Sophia Jensen    | Canada                       | 46 s 80 | DF    |
| 2    | 5           | Antía Jácome     | Espagne                      | 47 s 35 | DF    |
| 3    | 3           | Nilufar Zokirova | Ouzbékistan                  | 48 s 98 | Q     |
| 4    | 8           | Daniela Cociu    | Moldavie                     | 49 s 14 | Q     |
| 5    | 7           | Olesia Romasenko | Athlètes individuels neutres | 49 s 83 | Q     |
| 6    | 4           | Ayomide Bello    | Nigeria                      | 49 s 85 | Q     |
| 7    | 6           | Combe Seck       | Sénégal                      | 54 s 76 | Q     |

| Rang | Ligne d'eau | Athlète          | Pays     | Temps   | Notes |
| ---- | ----------- | ---------------- | -------- | ------- | ----- |
| 1    | 5           | Katie Vincent    | Canada   | 47 s 22 | DF    |
| 2    | 2           | María Corbera    | Espagne  | 47 s 74 | DF    |
| 3    | 7           | Ágnes Kiss       | Hongrie  | 48 s 00 | Q     |
| 4    | 4           | Liudmyla Luzan   | Ukraine  | 48 s 42 | Q     |
| 5    | 6           | Eugénie Dorange  | France   | 49 s 22 | Q     |
| 6    | 3           | Nguyễn Thị Hương | Viêt Nam | 49 s 74 | Q     |

| Rang | Ligne d'eau | Athlète                | Pays       | Temps   | Notes |
| ---- | ----------- | ---------------------- | ---------- | ------- | ----- |
| 1    | 4           | Yarisleidis Cirilo     | Cuba       | 45 s 94 | DF    |
| 2    | 5           | María Mailliard        | Chili      | 46 s 50 | DF    |
| 3    | 6           | Kincső Takács          | Hongrie    | 46 s 60 | Q     |
| 4    | 2           | Katarzyna Szperkiewicz | Pologne    | 47 s 49 | Q     |
| 5    | 3           | Mariya Brovkova        | Kazakhstan | 48 s 43 | Q     |
| 6    | 7           | Maike Jakob            | Allemagne  | 48 s 67 | Q     |

### Quarts de finale
Les 2 premières se qualifient pour les demi-finales (DF), les autres sont éliminés.
| Rang | Ligne d'eau | Athlète                | Pays                         | Temps        | Notes |
| ---- | ----------- | ---------------------- | ---------------------------- | ------------ | ----- |
| 1    | 6           | Anastasiia Rybachok    | Ukraine                      | 47 s 11      | DF    |
| 2    | 4           | Ágnes Kiss             | Hongrie                      | 47 s 13      | DF    |
| 3    | 3           | Katarzyna Szperkiewicz | Pologne                      | 47 s 74      |       |
| 4    | 7           | Olesia Romasenko       | Athlètes individuels neutres | 47 s 92      |       |
| 5    | 5           | Lisa Jahn              | Allemagne                    | 48 s 55      |       |
| 6    | 8           | Nguyễn Thị Hương       | Viêt Nam                     | 49 s 09      |       |
| 7    | 1           | Maria Olărașu          | Moldavie                     | 52 s 03      |       |
| 8    | 2           | Hermínia Teixeira      | Sao Tomé-et-Principe         | 1 min 0 s 28 |       |

| Rang | Ligne d'eau | Athlète           | Pays        | Temps        | Notes |
| ---- | ----------- | ----------------- | ----------- | ------------ | ----- |
| 1    | 6           | Liudmyla Luzan    | Ukraine     | 47 s 42      | DF    |
| 2    | 3           | Karen Roco        | Chili       | 47 s 73      | DF    |
| 3    | 5           | Nilufar Zokirova  | Ouzbékistan | 48 s 47      |       |
| 4    | 7           | Mariya Brovkova   | Kazakhstan  | 48 s 61      |       |
| 5    | 4           | Yinnoly López     | Cuba        | 48 s 76      |       |
| 6    | 2           | Ayomide Bello     | Nigeria     | 49 s 24      |       |
| 7    | 8           | Raina Taitingfong | Guam        | 1 min 1 s 17 |       |

| Rang | Ligne d'eau | Athlète         | Pays      | Temps        | Notes |
| ---- | ----------- | --------------- | --------- | ------------ | ----- |
| 1    | 5           | Kincső Takács   | Hongrie   | 47 s 47      | DF    |
| 2    | 4           | Lin Wenjun      | Chine     | 48 s 13      | DF    |
| 3    | 6           | Daniela Cociu   | Moldavie  | 48 s 93      |       |
| 4    | 2           | Manuela Gómez   | Colombie  | 49 s 54      |       |
| 5    | 7           | Eugénie Dorange | France    | 49 s 67      |       |
| 6    | 8           | Maike Jakob     | Allemagne | 51 s 40      |       |
| 7    | 1           | Combe Seck      | Sénégal   | 53 s 82      |       |
| 8    | 3           | Beauty Otuedo   | Nigeria   | 1 min 1 s 82 |       |

### Demi-finales
Les 4 premières se qualifient pour la finale A (FA), les autres vont en finale B (FB).
| Rang | Ligne d'eau | Athlète            | Pays                         | Temps   | Notes |
| ---- | ----------- | ------------------ | ---------------------------- | ------- | ----- |
| 1    | 3           | Yarisleidis Cirilo | Cuba                         | 45 s 31 | FA    |
| 2    | 6           | Yuliya Trushkina   | Athlètes individuels neutres | 45 s 32 | FA    |
| 3    | 4           | Sophia Jensen      | Canada                       | 45 s 66 | FA    |
| 4    | 8           | Lin Wenjun         | Chine                        | 45 s 70 | FA    |
| 5    | 2           | María Corbera      | Espagne                      | 45 s 78 | FB    |
| 6    | 5           | Dorota Borowska    | Pologne                      | 46 s 52 | FB    |
| 7    | 7           | Liudmyla Luzan     | Ukraine                      | 46 s 67 | FB    |
| 8    | 1           | Ágnes Kiss         | Hongrie                      | 47 s 01 | FB    |

| Rang | Ligne d'eau | Athlète             | Pays       | Temps   | Notes |
| ---- | ----------- | ------------------- | ---------- | ------- | ----- |
| 1    | 5           | Katie Vincent       | Canada     | 45 s 01 | FA    |
| 2    | 4           | Nevin Harrison      | États-Unis | 45 s 30 | FA    |
| 3    | 6           | Antía Jácome        | Espagne    | 45 s 62 | FA    |
| 4    | 8           | Kincső Takács       | Hongrie    | 46 s 37 | FA    |
| 5    | 3           | Valdenice Conceição | Brésil     | 46 s 46 | FB    |
| 6    | 2           | María Mailliard     | Chili      | 46 s 76 | FB    |
| 7    | 1           | Karen Roco          | Chili      | 47 s 63 | FB    |
| 8    | 7           | Anastasiia Rybachok | Ukraine    | 47 s 76 | FB    |

### Finales
| Rang                                | Ligne d'eau | Athlète            | Pays                         | Temps   | Notes |
| ----------------------------------- | ----------- | ------------------ | ---------------------------- | ------- | ----- |
| Médaille d'or, Jeux olympiques      | 4           | Katie Vincent      | Canada                       | 44 s 12 | RM    |
| Médaille d'argent, Jeux olympiques  | 6           | Nevin Harrison     | États-Unis                   | 44 s 13 |       |
| Médaille de bronze, Jeux olympiques | 5           | Yarisleidis Cirilo | Cuba                         | 44 s 36 |       |
| 4                                   | 2           | Antía Jácome       | Espagne                      | 44 s 78 |       |
| 5                                   | 3           | Yuliya Trushkina   | Athlètes individuels neutres | 44 s 83 |       |
| 6                                   | 7           | Sophia Jensen      | Canada                       | 45 s 08 |       |
| 7                                   | 1           | Lin Wenjun         | Chine                        | 45 s 23 |       |
| 8                                   | 8           | Kincső Takács      | Hongrie                      | 45 s 68 |       |

| Rang | Ligne d'eau | Athlète             | Pays    | Temps   | Notes |
| ---- | ----------- | ------------------- | ------- | ------- | ----- |
| 9    | 5           | María Corbera       | Espagne | 45 s 45 |       |
| 10   | 3           | Dorota Borowska     | Pologne | 46 s 36 |       |
| 11   | 1           | Ágnes Kiss          | Hongrie | 46 s 54 |       |
| 12   | 6           | María Mailliard     | Chili   | 46 s 77 |       |
| 13   | 4           | Valdenice Conceição | Brésil  | 46 s 82 |       |
| 14   | 8           | Anastasiia Rybachok | Ukraine | 47 s 71 |       |
| 15   | 2           | Karen Roco          | Chili   | 48 s 25 |       |
| 16   | 7           | Liudmyla Luzan      | Ukraine | DNS     |       |